# Вот вернётся папа...
«Вот вернётся папа…» — советский фильм 1981 года снятый на киностудии «Туркменфильм» режиссёром Халмамедом Какабаевым, по его же сценарию, во много автобиографичном, и является своеобразным сиквелом его дипломной короткометражки «Мальчик с осликом»:

В войну восьмилетним ребенком автор киноленты был сельским почтальоном, невольным вестником и свидетелем человеческого горя. О маленьком аульском письмоносце, рано узнавшем глубину человеческих страданий и надежд, он ведал в дипломной работе «Мальчик с осликом». В новой картине режиссер продолжил эту тему.— журнал «Вожатый», 1983 год

## Сюжет
Идет вторая военная весна. В далеком туркменском ауле в каждой семье ждут весточку от ушедших на фронт мужчин. В отпуск по ранению приезжает Мурадкули, с радостью встречаемый отцом старым Серхан-ага, женой и детьми. Ждут своих отцов и остальные дети аула. В эти трудные дни они изо всех сил стараются помочь матерям. Девятилетний Мердан вместо больной матери разносит почту. Однажды, чтобы люди не остались без писем с фронта, он в пургу отправился на станцию и чуть не замерз — тогда-то он и познакомился со своей сверстницей Бахар. У нее тоже полно забот — она продает на станции молоко, чтоб прокормиться с младшим братишкой. Но часто девочка приходит в госпиталь и просто раздает молоко раненым. Те обещают ей разыскать по полевой почте отца, от которого давно нет писем. Дети верят, что каждое исполненное доброе дело приближает День Победы и день возвращения отцов — папа вернётся, и жизнь снова станет счастливой и радостной.

В холодную зиму 43-го года Мердан заменит заболевшую мать и отправится в город за почтой. До станции он доберется ползком, мерзший и обессиленный. Весь этот полный путь, мальчишеского упорства и отчаяния, он пройдет с мыслью отце: «Вот вернется папа, тогда…». Каждый день тайком от матери будет ходить на станцию встречать поезда девочка Бахар с тяжелым бидоном молока за спиной. Бахар ждет отца, от которого давно нет писем. И так же тайком она будет носить молоко, продажей которого кормится их семья, в госпиталь, раненым бойцам. Любящим сердцем она чувствует, что, помогая им, помогает отцу, берёт на себя частичку тяжелой военной ноши. Рассказывая о мужестве и душевном благородстве двух детей, авторы проводят мысль о том, что детству свойственны удивительно высокие душевные порывы, благородство, мужество, стойкость.— журнал «Вожатый», 1983 год

## В ролях
- Гульнара Бабаева — Бахар
- Курбан Атаев — Мердан
- Юрий Ильянов — Ахмадулин
- Карен Джангирян — Сурен
- Александр Вдовин — Николай
- Майя Аймедова — мать Бахар
- В. Левина — тетя Нина
- Елизавета Караева — Гульнабат
- Гуванч Аннаев — Сердар
- Бегенч Джумагельдыев — Аман
- Ата Дурдыев — Серхан-ага
- Марат Бердыев — Томмы
- Гуля Керимова — Сона Мурадова
- П. Ильясов — железнодорожник
- Худайберды Ниязов — шофёр
- Чары Ишанкулиев — солдат
- Нурбиби Кутлиева — эпизод
- Огультач Ханныева — эпизод
- Ата Довлетов — эпизод

## О фильме
фильм Какабаева «Вот вернется папа…» (1981), пронизанный детскими воспоминаниями автора, продолжает тему военного детства, начатую в картинах А. Тарковского и С. Бондарчука. В нём достигается интимность высказывания, наряду с ярким образом ребенка подробно разработан образ женщины — матери (М. Аймедова).— Кинематограф Туркменистана и ВГИК / Владимир Малышев

## Фестивали и награды
- 1982 — XV Всесоюзный кинофестиваль — по разделу фильмов для детей и юношества: Второй приз и Диплом фильму «Вот вернется папа…» (вместе с фильмом «Гикор»).[1]